# Sicco Roorda van Eysinga

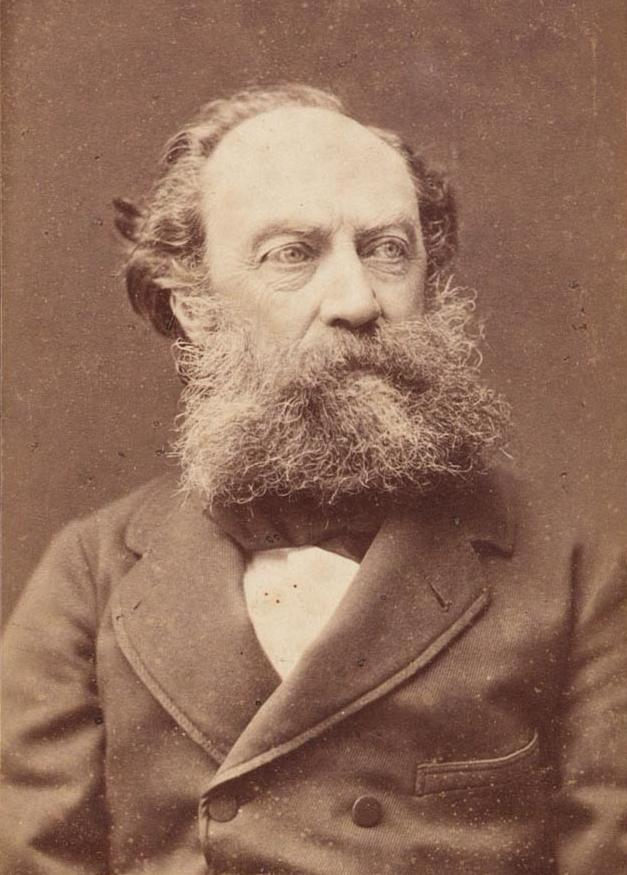
Portret van Sicco Ernst Willem Roorda van Eysinga.

Sicco Ernst Willem Roorda van Eysinga (Batavia (tegenwoordig Jakarta), 8 augustus 1825 – Clarens (Zwitserland), 23 oktober 1887) was een Nederlandse publicist en vrijdenker. Hij was naast Multatuli een van de eerste Nederlanders die zich kritisch uitlieten over de uitbuiting van de Javanen in Nederlands-Indië.

## Levensloop
Roorda van Eysinga werd geboren in Batavia als zoon van de predikant Sytze Roorda van Eysinga en zijn vrouw Geertruida Catharina Dibbetz. Van 1840 tot 1844 volgde hij een opleiding aan de Koninklijke Militaire Academie in Breda. In 1844 keerde hij terug naar Nederlands-Indië als officier van de Genie. In 1855 nam hij ontslag en trad hij in dienst als ingenieur bij de spoorwegen en waterstaat. In 1860 was hij betrokken bij de aanleg van een kanaal. Hierbij werd hij zich bewust van de slechte leefsituatie van de meeste ‘inlanders’. Toen er sprake was van een dreigende hongersnood, waarschuwde Roorda hiervoor in een ingezonden stuk in het Bataviaasch Nieuwsblad. Daarnaast schreef hij onder pseudoniem Sentot het gedicht ‘Vloekzang, de laatste dag der Hollanders op Java’. In 1864 werd hij uit Indië verbannen en vestigde zich in Nederland. Hier begon hij een strijd om eerherstel en behoud van zijn pensioen. Toen dit niet lukte vestigde hij zich in Brussel, waar het leven goedkoper was. Om in zijn levensonderhoud te voorzien schreef hij voor diverse Nederlandse kranten en tijdschriften. Hierin probeerde hij de situatie van de ‘Javanen’ verder onder de aandacht te brengen, maar hij schreef ook over sociaal-economische kwesties. Om die reden wordt hij ook wel gezien als een van de pioniers van de Arbeidersbeweging. Roorda van Eysinga's naam is ook verbonden aan het schotschrift Uit het leven van Koning Gorilla, een in 1887 anoniem verschenen brochure waarin de minder fraaie kanten van de Nederlandse koning Willem III naar voren werden gehaald. Het auteurschap lag waarschijnlijk niet alleen bij hem, maar onder andere ook bij de redactie van het tijdschrift Recht voor Allen. Roorda van Eysinga vestigde zich in 1872 in Zwitserland, waar hij in 1887 overleed.
In 1907 werd zijn briefwisseling met Multatuli uitgegeven onder de titel 'Briefwisseling tusschen Multatuli en S.E.W. Roorda van Eysinga'. Het boek bevat brieven die geschreven zijn tussen 12 december 1870 en 22 augustus 1886.
Roorda van Eysinga was de vader van Henri Roorda (1870-1925), die opgroeide aan het Meer van Genève tijdens de vrijwillige ballingschap van zijn vader en er wortel schoot. Henri Roorda, Frans-Zwitserse schrijver van Nederlandse origine, auteur van Mijn zelfmoord, is wel omschreven als de 'grootste humorist' van Franstalig Zwitserland.
De zuster van Sicco werd de overgrootmoeder van de schrijfster Ina Boudier-Bakker.

## Publicaties (selectie)
- Eenige denkbeelden over goedkoope spoorwegen op Java. Soerabaja, 1864
- Trekt Nederland batige saldoos ten koste van Java?. Amsterdam, 1865
- Mijne verbanning en mijn vloekzang. Amsterdam, 1866
- Uit het leven van Koning Gorilla. [Den Haag], 1887. In de inleiding van de herdruk uit 1987 wordt de auteurskwestie verduidelijkt.
- Verzamelde stukken. Den Haag 1889